# Sennius nappi
Sennius nappi là một loài bọ cánh cứng trong họ Bruchidae. Loài này được Ribeiro-Costa & Reynaud miêu tả khoa học năm 1998.